# مسرشمیت ام۲۴
مسرشمیت ام ۲۴ (به انگلیسی: Messerschmitt M 24) یک هواگرد ساختِ کارخانهٔ مسرشمیت در کشور آلمان است. این هواگرد برای نخستین بار در ۱۹۲۹ میلادی مورد استفاده قرار گرفت.